# تخریب امده
تخریب اِمده(به انگلیسی: Emde degradation) (که به آن واکنش امده یا کاهش امده نیز گفته می‌شود) روشی برای کاهش کاتیون آمونیوم نوع چهارم به آمین نوع سوم به وسیله آمالگام سدیم است.
این واکنش آلی اولین بار در سال ۱۹۰۹ توسط شیمیدان آلمانی هرمان اِمده توصیف شد و برای مدت طولانی از اهمیت زیادی در توضیح ساختار بسیاری از آلکالوئیدها، به عنوان مثال افدرین، برخوردار بود.
عوامل کاهنده جایگزین مانند لیتیم آلومینیوم هیدرید برای این واکنش مناسب هستند.